# Tressignaux
Tressignaux (tiếng Breton: Tresigne) là một xã của tỉnh Côtes-d’Armor, thuộc vùng Bretagne, tây bắc Pháp.

## Dân số
Người dân ở Tressignaux được gọi là Tressignaulais.